# مرغابی پکن

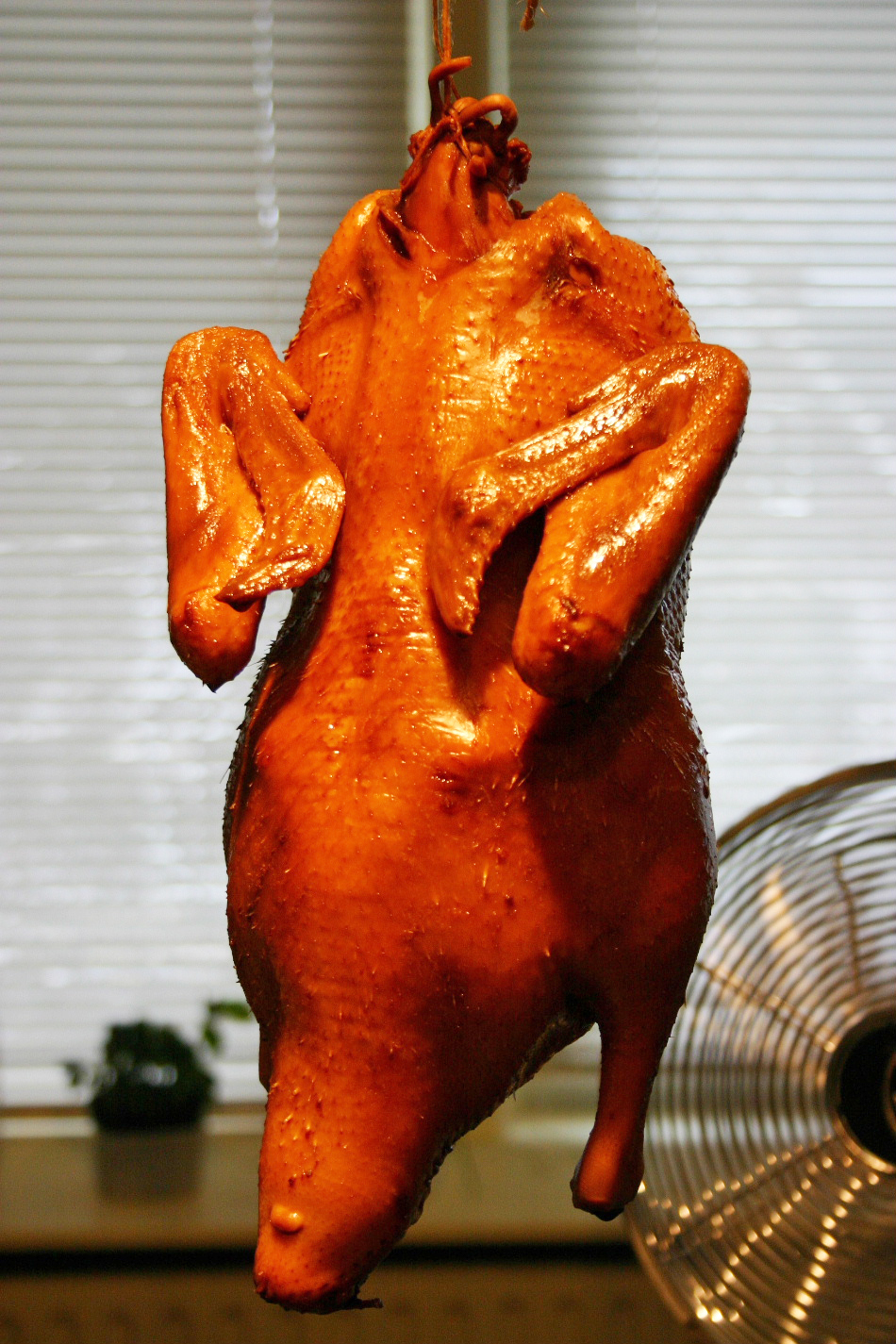
یک مرغابی سربریده که سرخ‌شده و به مدت ۵ ساعت، آویزان می‌شود تا خشک شود.

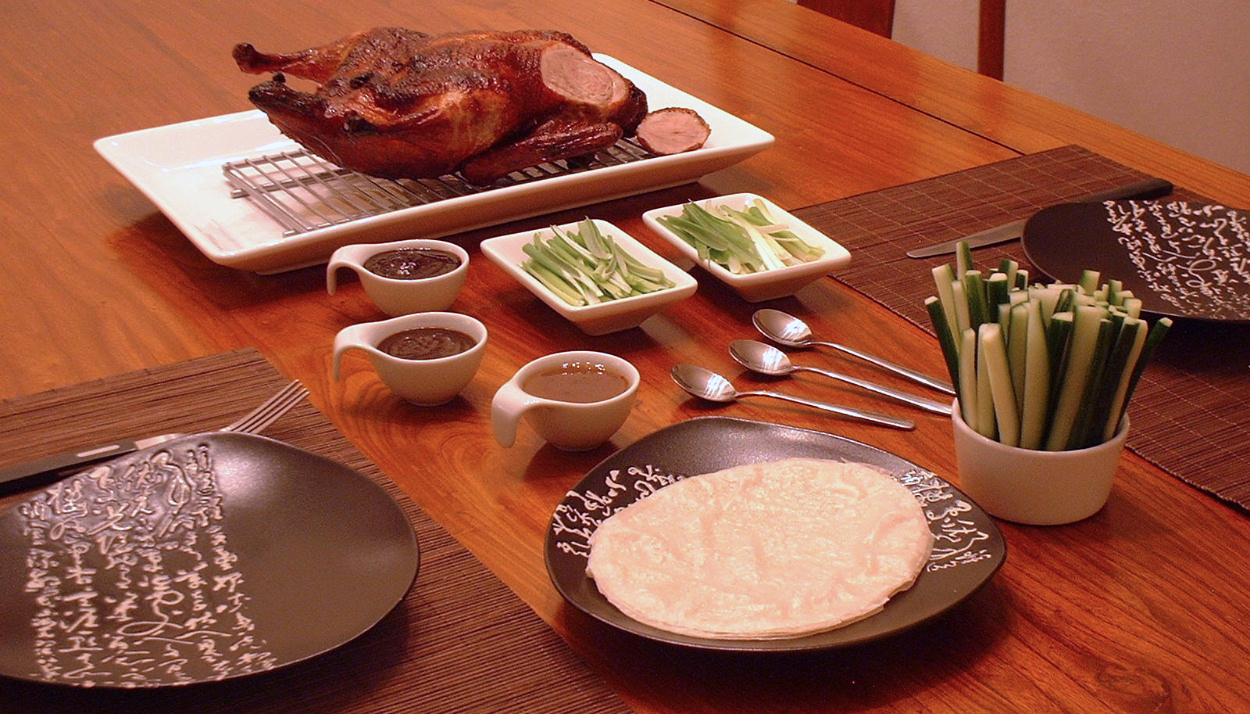
مرغابی سرخ‌شدهٔ پکن در کنار پیازچه و پنکیک چینی و سس لوبیا شیرین که هنوز بریده و آمادهٔ صرف نشده است.

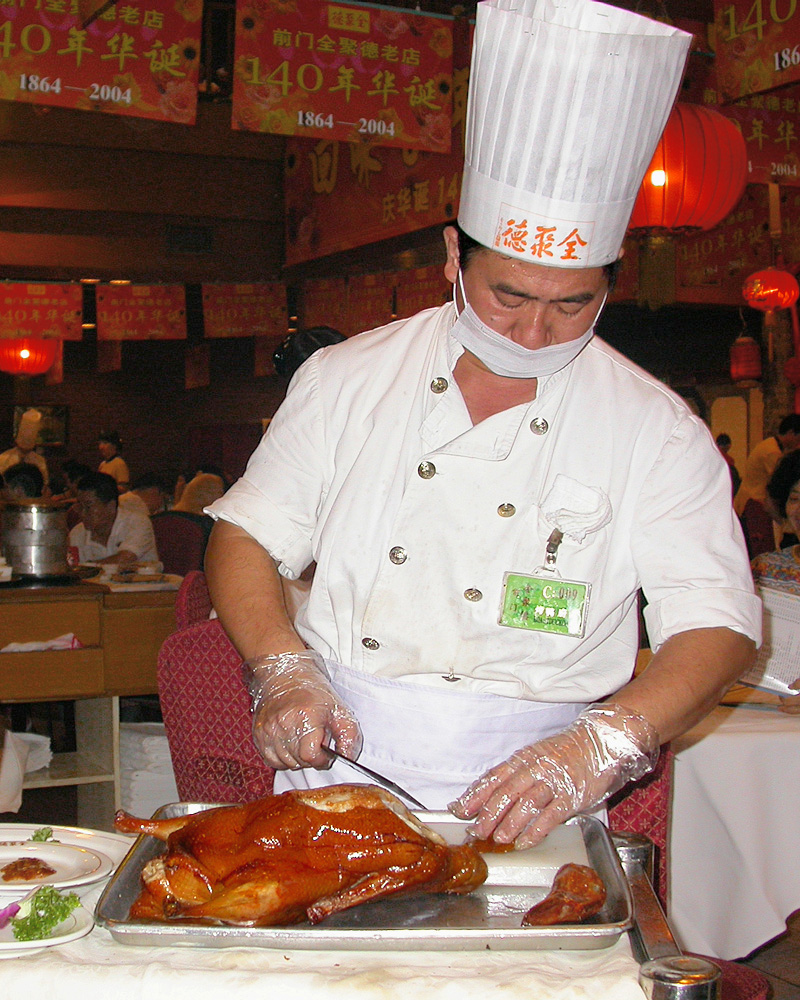
یکی از آشپزهای رستوران قدیمی و مشهور «چوان‌جودو» در حال بریدن مرغابی پکن. این رستوران در سال ۱۸۶۴ تأسیس شده و در تهیهٔ این غذا شهرت دارد.

مرغابی پکن یا اردک پکن (چینی: 北京烤鸭) نوعی خوراک مشهور چینی است که با گوشت مرغابی طبخ می‌شود و خاستگاه آن شهر پکن است. سابقهٔ این غذا به دوران حکومت‌های پادشاهی در چین بازمی‌گردد و علت شهرت آن، علاوه بر طعم خاص، گوشتِ لطیف و تُردی است که در تهیه آن بکار می‌رود.
اردک‌هایی را که به‌طور اختصاصی برای تهیهٔ این غذا پرورش می‌دهند، پس از ۶۵ روز تغذیه، سلاخی کرده، پرهایش را می‌کنند و به‌خوبی با آب می‌شویند. سپس با استفاده از پمپ‌های مخصوصی، از زیر پوستِ ناحیه گردن، هوا تزریق می‌کنند تا پوست از لایه چربی زیرین جدا شود. پس از آن، به‌مدت کوتاهی آنرا داخل آب جوش می‌اندازند و بعد آنرا آویزان می‌کنند تا کمی خشک شود. در این مدت بر روی پوست مرغابی، لعابی از شربت مالتوز می‌مالند و می‌گذارند ۲۴ ساعت بماند. سپس در اجاق‌های سربسته یا دیواری، آن را می‌پزند و ضمنِ افزودنِ چاشنی‌های مخصوص، با پیازچه، خیار و سس لوبیا شیرین که درون «پنکیک چینی» پیچیده‌اند، سِرو می‌شود. گاهی از تربچهٔ نمک‌سود و «سس هویسین» هم در مخلفات مذکور استفاده می‌شود.
در سال ۲۰۱۱ میلادی، کارشناسان غذایی سی‌ان‌ان، در مقاله‌ای تحت عنوانِ «۵۰ غذای خوشمزهٔ دنیا»، «مرغابی پکن» را به عنوان پنجمین غذای خوشمزهٔ جهان برگزیدند.